# Пири Мамедов
Пири Мамедов (Азерб:Piri Məmmədov; 25 января 1940 — 25 декабря 2008) — заслуженный журналист Азербайджанской Республики обладатель премии «Золотое перо» в 1977.

## Биография
Пири Мамедов родился 25 января 1940 года в селе Геокчая Алыкянд Азербайджанской ССР. Позже окончил факультет журналистики АГУ имени С. М. Кирова (ныне БГУ) (1969). С 1978 года работал заведующим отделом газеты «Коммунист». С 1992 года Мамедов, продолживший работу в газете «Халк», с 1996 года до конца жизни работал заведующим отделом «Социальные проблемы» газеты «Республика». Награжден премией «Золотое перо» в 1977 году. Скончался 25 декабря 2008 года в Баку.